# Трипаносоматиды
Трипаносомати́ды (лат. Trypanosomatidae) — семейство одноклеточных протистов из монотипического отряда Trypanosomatida класса кинетопластид, несущих единственный жгутик. Все представители семейства являются паразитами, в первую очередь — паразитами насекомых. Цикл жизни некоторых родов включает вторичного хозяина — растение или позвоночное животное. Несколько видов — возбудители болезней человека.
Некоторые виды трипаносом являются возбудителями опасных болезней животных и человека; к зооантропонозам относятся африканский трипаносомоз (сонная болезнь) и американский (болезнь Шагаса) трипаносомозы, а к зоонозам — нагана, сурра и случная болезнь. Представители ещё одного рода трипаносоматид — лейшмании — вызывают лейшманиозы человека и животных.

## Жизненный цикл
Трипаносоматиды паразитируют в желудочно-кишечном тракте насекомых, относящихся к нескольким отрядам (в подавляющем большинстве случаев, впрочем, речь идёт о двух отрядах: полужесткокрылые и двукрылые). Некоторые трипаносоматиды имеют только одного хозяина, а большинство меняют хозяина в течение своего жизненного цикла. В последнем случае наиболее типичен переход от проживания в желудочно-кишечном тракте кровососущего насекомого (промежуточного хозяина) к проживанию в крови и других тканях позвоночного (окончательного хозяина); реже в роли окончательных хозяев выступают другие кровососущие беспозвоночные (такие, как пиявки) или другие организмы (например, растения). При этом со сменой хозяева обычно изменяется морфологическая форма трипаносоматиды: обычно в беспозвоночных хозяевах встречаются промастиготы и эпимастиготы, в крови позвоночных обнаруживаются трипомастиготы; амастиготы живут у беспозвоночных внеклеточно, а у позвоночных это — внутриклеточные паразиты.

## Морфологические формы
В жизненных циклах трипаносоматид происходит смена различных морфологических форм, которые в основном различаются по расположению, длине и месту прикрепления жгутика. Большинство из этих форм можно наблюдать в качестве стадий жизненного цикла у представителей различных родов трипаносоматид, но некоторые особенно характерны для отдельных конкретных родов. Первоначально названия отдельным морфологическим формам давались по имени рода, для которого данные формы были типичны, но современные названия (восходящие к статье К. А. Хоара и Ф. Уоллеса, 1966) унифицированы: в их основе лежит корень мастиг (от греч. μάστιξ — жгутик), дополняемый той или иной приставкой. В указанной статье было выделено 7 морфологических форм трипаносоматид:
- Амастиготы («лейшманиальные формы») — мелкие клетки округлой или эллипсоидальной формы, лишённые жгутика полностью или имеющие его рудимент, не выходящий за пределы клетки (второй подтип амастигот иногда выделяют в качестве самостоятельной морфологической формы под названием эндомастиготы[11]).
- Сферомастиготы (округлые «лейшманиальные формы») — мелкие клетки округлой формы с небольшим свободным жгутиком (переходная форма между амастиготами и мастиготами).
- Промастиготы («лептомонадные формы») — клетки удлинённой формы со жгутиком на переднем конце клетки, у которых кинетопласт лежит перед ядром.
- Хоаномастиготы — клетки, по строению близкие клеткам промастигот, но отличающиеся кувшинообразной формой, причём основание жгутика заключено в воронкообразный резервуар (редко встречающаяся форма, отмеченная у представителей рода Crithidia[12]).
- Эпимастиготы («критидиальные формы») — клетки удлинённой формы со жгутиком, отходящим от середины клетки, у которых кинетопласт располагается рядом с ядром, а прилегающая к поверхности клетки часть жгутика образует ундулирующую мембрану (способствующую извивающемуся движению всего организма жгутиконосца[13]).
- Трипомастиготы («трипаносомные формы») — клетки удлинённой формы со жгутиком, отходящим от заднего конца клетки, у которых кинетопласт располагается за ядром, а прилегающая к поверхности клетки часть жгутика образует длинную ундулирующую мембрану.
- Опистомастиготы — клетки, по строению близкие клеткам трипомастигот, но отличающиеся тем, что жгутик не образует ундулирующей мембраны, а проходит на большей части своего протяжения под поверхностью клетки (редко встречающаяся форма, отмеченная только у представителей рода Herpetomonas).